# NGC 4260
Az NGC 4260 egy spirálgalaxis a Szűz csillagképben, a New General Catalogue bejegyzése szerint. A galaxist 1784-ben fedezte fel William Herschel csillagász egy 47 cm-es csillagászati teleszkóppal.